# Hypothyris clara
Hypothyris clara är en fjärilsart som beskrevs av Riley 1919. Hypothyris clara ingår i släktet Hypothyris och familjen praktfjärilar. Inga underarter finns listade i Catalogue of Life.